# アメジストニシキヘビ
アメジストニシキヘビ（学名：Simalia amethistina）は、ニシキヘビ科に分類されるヘビの一種。以前はオマキニシキヘビ属に分類されていた。インドネシアとパプアニューギニアに分布する。爬虫類愛好家に人気があり、パプアニューギニアの在来種としては最大のヘビである。2000年まではより大型のオーストラリアヤブニシキヘビが本種の亜種と考えられていたが、系統解析に基づき別種とされた。以前まではオーストラリア最大のヘビとされていたが、現在の分類ではオーストラリアには分布していない。

## 分類と名称
以前はオマキニシキヘビ属に分類され、5つの亜種が認識されていた。モルッカ諸島には M. a. tracyae が、タニンバル諸島にはより小型の亜種である M. a. nauta が、セラム島には M. a. clastolepis が、パプアニューギニア本土とその近隣の沖合の島々には M. a. amethistina が、オーストラリアには M. a. kinghorni が分布していた。アメリカの生物学者であるマイケル・ハーベイらは、種複合体を調査し、シトクロムbの配列と形態の分岐論的解析に基づき、5つの亜種を別々の種とした。2014年にグラハム・レイノルズらによって行われた核遺伝子とミトコンドリアDNAの分岐論的解析では、ハルマヘラニシキヘビ、アメジストニシキヘビ、セラムニシキヘビの独自性が支持されたが、オーストラリアヤブニシキヘビとタニンバルニシキヘビについては、独自性は確実ではなかった。
McDiarmidら(1999)によると、種小名 amethystina はDaudin(1803)に従っており、これは誤りであるとされる。種小名の amethistina は、鱗にある乳白色のアメジストのような光沢に由来する。インドネシア語では「sanca permata」と呼ばれる。

## 分布と生息地
インドネシアのマルク諸島、タニンバル諸島、バンダ諸島、カイ諸島、アル諸島、ミソール島、サラワティ島、ニューギニア西部およびチェンデラワシ湾に位置するビアク島、ヌンホル島、ヤペン島、スピオリ島、パプアニューギニア本土およびウンボイ島、ビスマルク諸島、トロブリアンド諸島、ダントルカストー諸島、ロッセル島、ルイジアード諸島などに分布する。模式産地は不明である。
インドネシアでは主に熱帯雨林に生息し、温暖で湿潤かつ、水源が豊富な生息地を好む。ニューギニアでは主に開けた低木地帯に生息する。

## 形態
大型個体は全長4mに達し、全長5.5mという例外的な記録がある。オーストラリアヤブニシキヘビよりも小型だが、全長6m、体重は最大27kg、場合によっては30kgに達することもあるという。ただし、この記録はオーストラリアヤブニシキヘビのものである可能性が高い。
体中央部の体鱗列数は39-53列である。後方の下唇板6-7枚には、熱を感知するピット器官がある。体形はやや細長く、尾が長い。体色は変異が大きく、明瞭な斑紋を持つ個体もいれば、斑紋が無い個体もいる。体色は黄色から褐色である。体色や斑紋には地域差が大きい。

## 生態
一般的に鳥、コウモリ、ネズミ、ポッサム、その他の小型哺乳類を捕食する。大型個体は川岸で獲物を待ち、水を飲みに来たワラビーやクスクスを捕らえる。爬虫類やブタを食べることもある。繁殖形態は卵生で、産卵数は5-21個。

## 人間との関係
ペットとして飼育されることもあり、日本にも輸入されている。大型種のうえに非常に神経質で、攻撃的で人に慣れにくい。そのため動物愛護法によって特定動物に指定され、飼育には地方自治体の許可が必要。